# 巴基斯坦国际航空17号班机空难
巴基斯坦国际航空17号班机——型号西科斯基S61、注册编号AP-AOC——是一架双引擎直升机。1966年2月2日，直升机在东巴基斯坦（现为孟加拉国）内地从达卡飞往福里德布尔途中由于机身漏油引发引擎故障，最后于法力德布尔附近坠毁。机上二十个乘客和三名机组乘员身亡，仅一名乘客幸存。

## 事故
巴基斯坦国际航空17号班机于当地时间1966年2月2日14：03分从达卡起飞，并持续飞升至500英尺（152米）。14:18分，直升机在穿过帕德玛河时开始漏油，随后在距目的地福里德布尔直升机场5.6千米外与秃鹫相撞，导致左侧一片旋翼受损。机长在直升机于300英尺（91米）高空时准备降落，但机身漏油引发了主变速器后套轴承轴颈故障，随后直升机失去控制，并在空中连续翻滚。当地时间14:23，直升机撞向地面后坠毁；机上三名机组乘员和二十名乘客不幸身亡，仅有一名乘客存活。
直升机坠毁后引发的大火导致调查事故起因变得苦难，因此机身漏油具体细节至今尚不明确。